# Fabrice Do Marcolino
Fabrice Do Marcolino Anguilet (Libreville, 14 marzo 1983) è un ex calciatore gabonese, di ruolo attaccante.